# Mine du mont Whaleback
La mine du mont Whaleback (Mount Whaleback mine) est un gisement de minerai de fer situé dans la région de Pilbara de l'Ouest de l'Australie, à 6 kilomètres à l'ouest de Newman.
La mine est exploitée et détenue en majorité (85%) par BHP, qui exploite également les installations portuaires de Port Hedland, Nelson Point et Finucane et plus de 1 000 kilomètres de la voie ferrée dans la région de Pilbara.
BHP est la deuxième plus grande société des mines de fer dans la région de Pilbara, derrière Rio Tinto En 2010, BHP Billiton employait 8 000 personnes dans le secteur de Pilbara.

## Aperçu

Mines de minerai de fer dans la région de Pilbara région.

Le gisement du Mont Whaleback a été découvert en 1957 mais négligé jusqu'en 1960, lorsque le Gouvernement australien a levé l'embargo sur les exportations de minerai de fer en raison des préoccupations de voir l'industrie à court d'approvisionnement.
La première mine à développer l'exploitation du gisement a été la "Goldsworthy Mine" en 1965 et une ligne de chemin de fer ainsi que des installations portuaires ont été construites. Le 1er juin 1966, la première cargaison de minerai de fer de la région de Pilbara a été saluée par le conseil d'administration de la Harvey S. Mudd.
En 1968 est ouverte par BHP Billiton la plus grande mine à ciel de fer dans le monde, développée à l'origine par la compagnie Bechtel Pacifique, venue des États-Unis. La mine a 1,5 kilomètre de large, et plus de cinq kilomètres de long. L'exploitation est prévue pour finalement atteindre une profondeur de 0,5 kilomètre,. Une nouvelle ville, Newman, a été construite, ainsi que 426 kilomètres de ligne de chemin de fer, le "chemin de fer a Monture Newman". Le premier train part de Newman le 1er janvier 1969 avec un convoi de minerai vers Port Hedland